# Махров, Алексей Михайлович
Махров Алексей Михайлович (род. 1971) — писатель-фантаст

## Биография
Алексей Махров родился 13 марта 1971 года в Москве.
В 1996 году закончил Московский энергетический институт, специальность — инженер.
Работал менеджером в торговой компании; сейчас заместитель генерального директора издательства «Яуза».
Основатель и активный участник Литературного форума «В вихре времён». Первоначально форум создавался как место обсуждения книг автора, но со временем развился в неформальное литературное общество, площадку, где начинающие авторы могут получить консультации от более опытных коллег, представить на суд читателей свои черновики.
Женат. Отец двух дочерей.

## Творчество
Фантастику пишет с 2003 года. Первая книга — роман «В вихре времён» была издана в 2004 году.
В своих интервью отмечает, что старается затрагивать патриотические темы, но, как редактор издательства, считает не менее важным качество текста, хороший литературный язык

#### Рассказы и повести в коллективных сборниках
1. Алексей Махров. Резервный фронт,  Пробой реальности // В окопах времени (сборник). — М.: Яуза, 2010. — С. 480. — (Военно-историческая фантастика). — 5000 экз. — ISBN 978-5-699-40360-8.
2. Алексей Махров. Госпожа Удача // Инопланетное вторжение. Битва за Россию. — М.: Эксмо. — С. 384. — (Звёзды Смерти. Космический боевик). — 5000 экз. — ISBN 978-5-699-48207-8.

#### Переиздания
1. Алексей Махров. ...Спасай Россию. Десант в прошлое. — М.: Яуза, Эксмо, 2010. — С. 384. — (Я из будущего). — 3000 экз. — ISBN 978-5-699-41027-9.
2. Алексей Махров. Вставай, Россия! Десант из будущего. — М.: Яуза, Эксмо, 2010. — С. 384. — (Я из будущего). — 3000 экз. — ISBN 978-5-699-41275-4.